# Striamea
Striamea is een geslacht van spinnen uit de familie Dipluridae.

## Soorten
De volgende soorten zijn bij het geslacht ingedeeld:
- Striamea gertschi Raven, 1981
- Striamea magna Raven, 1981